# Jean Ikellé-Matiba
Jean Ikellé-Matiba, né le 26 avril 1936 à Song Ndong dans le département de la Sanaga-Maritime et mort en 1984 en Allemagne, est un écrivain camerounais francophone.

## Biographie
Après des études secondaires à Edéa, il obtient son doctorat en droit à Paris, en 1963. Il a travaillé en Allemagne et en France et, a publié des articles politiques et littéraires dans Présence africaine et Écho d'Afrique. Son roman Cette Afrique-là a reçu le Grand prix littéraire d'Afrique noire en 1963. Jean Ikellé-Matiba est mort en 1984 en Allemagne.

## Œuvres
- Cette Afrique-là , éditions  Présence africaine (2000)  (ISBN 2708706152), Grand prix littéraire d'Afrique noire (1963)[4].